# Đại Sơn, Đại Lộc
Đại Sơn là một xã thuộc huyện Đại Lộc, tỉnh Quảng Nam, Việt Nam.

## Địa lý
Xã Đại Sơn nằm ở phía tây huyện Đại Lộc, có vị trí địa lý:
- Phía đông giáp các xã Đại Lãnh, Đại Hồng, Đại Chánh, Đại Thạnh
- Phía tây giáp huyện Nam Giang
- Phía nam giáp huyện Nông Sơn
- Phía bắc giáp xã Đại Hưng.

Xã Đại Sơn có diện tích 89,28 km², dân số năm 2019 là 3.247 người, mật độ dân số đạt 36 người/km².

## Hành chính
Xã Đại Sơn được chia thành 5 thôn: Hội Khách Đông, Hội Khách Tây, Đồng Chàm, Tân Đợi, Đầu Gò.